# Edward Pacewicz
Edward Pacewicz (ur. 10 marca 1888 w Mickunach na Wileńszczyźnie, zm. 24 czerwca 1962 w Gdyni) – kapitan żeglugi wielkiej, porucznik Marynarki Wojennej, Kawaler Orderu Odrodzenia Polski i Oficer Orderu Imperium Brytyjskiego.

## Życiorys
Jego ojciec został w roku 1893 skazany za udział w konspiracji na zesłanie do Archangielska, gdzie Edward ukończył w roku 1908 Szkołę Marynarki Handlowej. W roku 1909 wstąpił ochotniczo do armii rosyjskiej, ale w rok później został na własną prośbę przeniesiony do rezerwy. Pracował w Głównym Urzędzie Hydrograficznym w Petersburgu, by w 1912 objąć funkcję wiceszefa grupy pilotów na Wyspach Alandzkich.
Wraz z wybuchem wojny został zmobilizowany i skierowany do bazy okrętów podwodnych Floty Bałtyckiej w Kronsztadzie. Od roku 1915 pływał jako dowódca lodołamacza „Awans”. W 1917 roku skierowano go do szkoły oficerskiej, ale jej nie ukończył, bowiem wybuchła rewolucja październikowa. Skierowany do kontrrewolucyjnej Floty Białomorskiej, pływał na okręcie hydrograficznym „Mezeń”. Do Polski mógł wrócić dopiero w roku 1922.
Został przyjęty do Marynarki Wojennej i zweryfikowany w stopniu porucznika marynarki ze starszeństwem z 1 lipca 1919 roku w korpusie oficerów morskich. Początkowo służył na monitorze ORP „Horodyszcze”, a następnie w Biurze Hydrograficznym Marynarki Wojennej. W 1925 roku został dowódcą ORP „Pomorzanin”. Z dniem 30 kwietnia 1927 roku został przeniesiony w stan spoczynku.
Po zakończeniu służby wojskowej wstąpił do Marynarki Handlowej. Z rosyjskim dyplomem kapitana żeglugi małej został dowódcą wycieczkowego parowca SS „Gdańsk” armatora Żegluga Polska, gdzie – ze względu na świetną prezencję – mógł zagrać siebie samego, czyli kapitana w polskim filmie „Pod banderą miłości”. W 1930 był kapitanem bliźniaczego SS „Gdynia”. W roku 1931, już jako kapitan żeglugi wielkiej, przeszedł do Polbrytu, a w 1934 GAL zatrudniła go jako kapitana na transatlantykach „Polonia”, „Kościuszko”, i „Chrobry”.
„Chrobry” w swój dziewiczy rejs do Ameryki Południowej wyszedł z Gdyni w dniu 29 lipca 1939 roku. O wybuchu wojny dowiedziano się w czasie postoju w Recife w Brazylii i kapitan – zgodnie z instrukcjami – skierował statek do Wielkiej Brytanii. W Southampton przebudowano statek na transportowiec dla wojska, w którym to czasie kpt. Pacewicz dowodził „Batorym” przewożąc do Wielkiej Brytanii żołnierzy kanadyjskich.
W październiku roku 1940 objął dowodzenie „Pułaskim”, który przewoził żołnierzy z Indii do Egiptu, w drodze powrotnej zabierając włoskich i niemieckich jeńców.
Po wojnie wrócił do Polski i do roku 1959 pływał na statkach PLO.
Pochowany został na cmentarzu Witomińskim w Gdyni (kwatera 72-19-20_1).

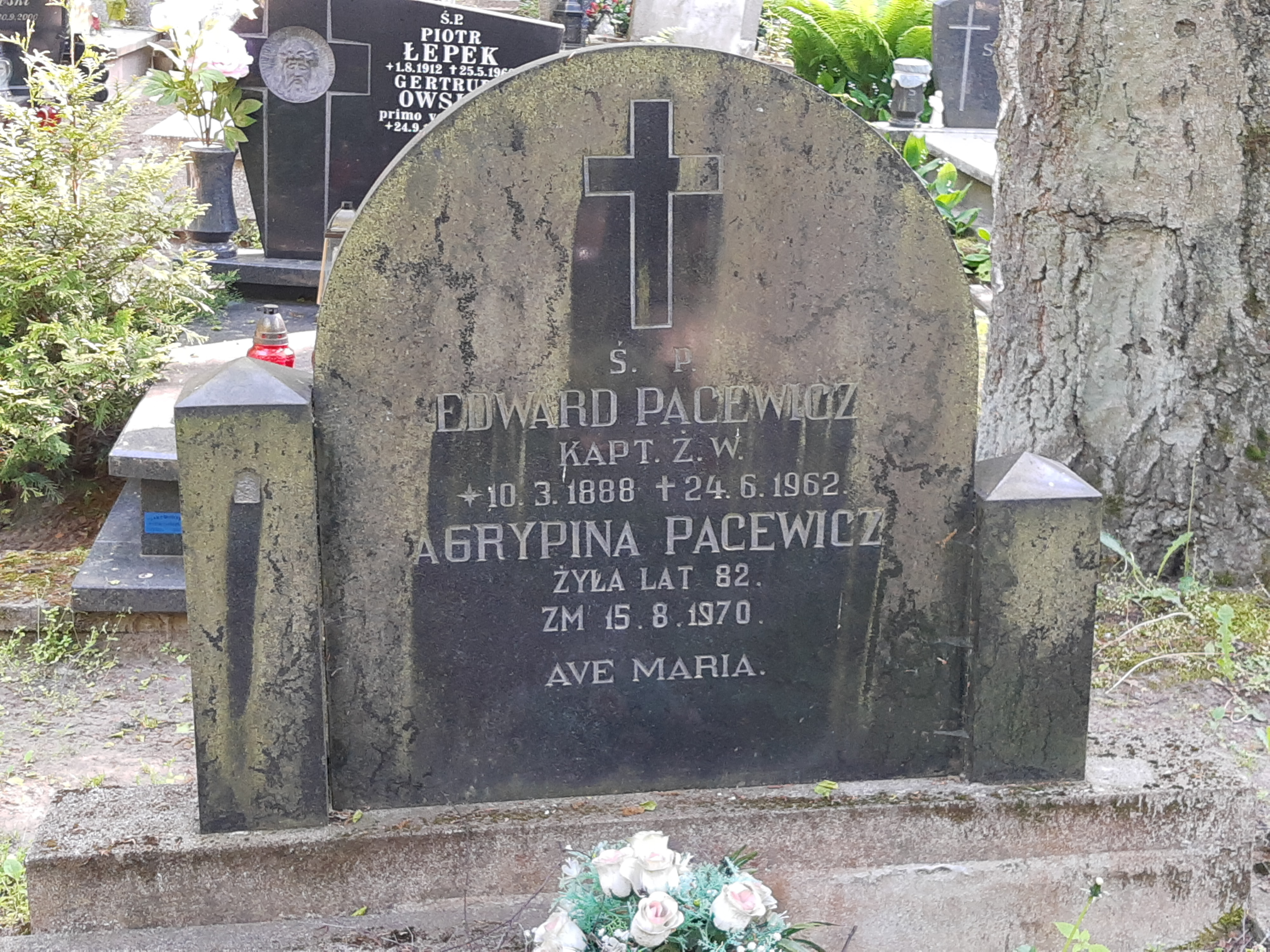
Grób Edwarda Pacewicza na cmentarzu Witomińskim